# المعهد الثانوي بيير منديس فرانس
المعهد الثانوي بيير منديس فرانس هي مدرسة فرنسية تقع في  مدينة تونس, تونس.
يقع المعهد في حي ميتيال فيل، شمال شرق تونس، على تلة مليئة بالأشجار. يقع في الرقم 9 من شارع بيار منديس فرانس، ويُطلق عليه الطلاب لقب "PMF".

## تاريخ
في الأصل، كانت هذه الأرض التي تبلغ مساحتها 4.5 هكتارات مشغولة بمباني سكنية مخصصة لالدرك الوطني (فرنسا). وفي 1 أكتوبر 1956، أعادت فرنسا شراء هذا الموقع بهدف تحويله إلى ملحق معهد كارنو الواقع في وسط تونس. تصميم المكان أتاح إمكانية تخصيص مساحات رياضية على شكل مصاطب.
من عام 1956 إلى 1982، تم تطوير الأقسام التقنية والمهنية لتدريب الطلاب على شهادة الكفاءة المهنية (CAP) في عدة مجالات. وفي عام 1982، وهي السنة التي تم فيها نقل معهد كارنو إلى موقع موتوالفيل، شهد عدد الطلاب زيادة كبيرة. وفي 28 أكتوبر 1983، بحضور فرانسوا ميتران، رئيس الجمهورية الفرنسية، والحبيب بورقيبة، رئيس الجمهورية التونسية، تمت إعادة تسمية المعهد تكريمًا للسياسي الفرنسي بيير منديس فرانس، الذي ساهم في منح تونس استقلالها الذاتي عام 1954.
في عام 2008، وبعد سنة من الأشغال، تم تخصيص فصول الإعدادية (من السنة الخامسة إلى التاسعة) في موقع مدرسة ماري كوري السابقة، ليظل طلاب المرحلة الثانوية (من السنة الثانية إلى البكالوريا) في الجزء العلوي من الموقع.

## التعليم
يتم تقديم الدروس في هذا المعهد وفقًا لبرنامج التعليم الثانوي وزارة التربية الوطنية (فرنسا)، ويضم أكثر من 2000 طالب من أصول فرنسية، تونسية، وجنسيات أخرى، من السنة السادسة حتى البكالوريا.
تتضمن المسارات المتاحة للطلاب: المسار العلمي (البكالوريا العلمية Bac S)، والمسار الاقتصادي (البكالوريا الاقتصادية Bac ES)، والمسار الأدبي (البكالوريا الأدبية Bac L). أما مسار العلوم والتكنولوجيا في إدارة الأعمال (STMG)، فهو متاح فقط في معهد غوستاف فلوبير بمنطقة المرسى. بدءًا من العام الدراسي 2016-2017، يُفترض أن يستضيف المعهد مسار التكنولوجيا والصناعة والتنمية المستدامة (STI2D).
تشمل اللغات المُدرَّسة اللغة العربية، الإنجليزية، الإسبانية، والإيطالية. وتُتاح خيار البكالوريا الدولية للطلاب بدءًا من السنة الثانية (Seconde) للراغبين في تحسين مستواهم في اللغة العربية (ست ساعات من الدراسة أسبوعيًا مقارنة بثلاث ساعات للمستوى العادي) وتعميق معرفتهم بتاريخ تونس وجغرافيتها واقتصادها (ساعتين من دروس التاريخ والجغرافيا باللغة العربية وساعتين بالفرنسية بدلاً من الثلاث ساعات المعتادة). كما يتم تقديم خيارات أخرى مثل اللاتينية، الرجبي، الفنون التشكيلية، أو دروس الفنون الدرامية.
يحقق معهد بيير منديس فرانس سنويًا من بين أفضل النتائج في امتحانات البكالوريا العامة الفرنسية، بنسبة عالية من النجاح بين المرشحين.

## الروابط الخارجية
1. ↑  "Islam Online- News Section". مؤرشف من الأصل في 2010-08-22.

- (بالفرنسية) Lycée Pierre Mendès France